# Peperomia latimerana
Peperomia latimerana är en pepparväxtart som beskrevs av C. Dc.. Peperomia latimerana ingår i släktet peperomior, och familjen pepparväxter. Inga underarter finns listade i Catalogue of Life.